# 11537 Guericke
11537 Guericke este un asteroid din centura principală de asteroizi.

## Descriere
11537 Guericke este un asteroid din centura principală de asteroizi. A fost descoperit pe 29 aprilie 1992 la Tautenburg de Freimut Börngen. Asteroidul prezintă o orbită caracterizată de o semiaxă mare de 2,19 ua, o excentricitate de 0,14 și o înclinație de 5,0° în raport cu ecliptica.